# Belladonna of Sadness
《Belladonna of Sadness》는 2017년 4월 7일 컬럼비아 레코드를 통해서 발매된 미국의 가수 알렉산드라 세이비어의 첫 번째 정규 음반이다.

## 배경과 녹음
《Belladonna of Sadness》의 녹음 과정은 영화감독 벤 채플이 세이비어의 유튜브 채널에 올린 비디오 "Alexandra Savior – An Introduction"에 잘 나타나 있다. 2016년 6월 세이비어는 한 인터뷰에서 음반의 스튜디오 셋업은 대부분 공동 작업장인 앨릭스 터너와 제임스 포드로 이루어져 있었으며, 가끔 베이시스트인 재커리 도스가 있기도 했다 밝혔다.
| 전문가 평가  | 전문가 평가 |
| 총 점수      | 총 점수     |
| 출처         | 점수        |
| ------------ | ----------- |
| 메타크리틱   | 66/100      |
| 평가 점수    |             |
| 출처         | 점수        |
| AllMusic     | [ 2 ]       |
| DIY          | [ 3 ]       |
| The Guardian | 틀:점수     |
| Pitchfork    | 6.0/10      |

## 평가
《Belladonna of Sadness》는 음악 평론가들로부터 대부분 긍정적인 평가를 받았다. 페이스트에서는 세이비어의 노래 스타일을 프랑수아즈 아르디와 라나 델 레이에 비유하며 극찬하였다. 피치포크에서는 "으스스하고, 연극적이다"라며 "Bones"나 "Mystery Girl"과 같은 노래를 긍정적으로 평하긴 하였지만, 음반 자체로는 "앨릭스 터너의 음반은 단순히 세이비어가 불렀다는 이유로 그녀에게 넘어갔다"고 말하며 공동작업자들의 작품과 너무 스타일이 비슷하다고 비판하였다. 그리고 주요 리뷰들을 모아 100점을 만점으로 하여 평균을 매기는 메타크리틱에서는 9개의 리뷰로 66점이 매겨졌다.

### 수상
| 출판       | 주제                  | 연도   | 순위 | 출처  |
| ---------- | --------------------- | ------ | ---- | ----- |
| 인디펜던트 | 2017년 최고의 음반 30 | 2017년 | 30   | [ 7 ] |

## 트랙 리스트
전체 작사·작곡: 표시된 부분을 제외하고는 전곡 알렉산드라 세이비어, 앨릭스 터너가 작사 및 작곡
| #   | 제목                                      | 재생 시간 |
| --- | ----------------------------------------- | --------- |
| 1.  | 〈Mirage〉                                | 3:25      |
| 2.  | 〈Bones〉 (Turner)                        | 2:49      |
| 3.  | 〈Shades〉                                | 3:50      |
| 4.  | 〈Girlie〉                                | 3:24      |
| 5.  | 〈Frankie〉                               | 3:48      |
| 6.  | 〈M.T.M.E.〉                              | 3:23      |
| 7.  | 〈Audeline〉 (Savior, Turner, James Ford) | 3:51      |
| 8.  | 〈Cupid〉                                 | 2:58      |
| 9.  | 〈'Til You're Mine〉                      | 3:32      |
| 10. | 〈Vanishing Point〉                       | 4:20      |
| 11. | 〈Mystery Girl〉                          | 5:35      |

## 크레딧
뮤지션
- 알렉산드라 세이비어 - 보컬
- 제임스 포드 - 드럼, 타악기, 키보드, 신디사이저, 비브라폰 (3, 4, 7-10), 기타 (2, 7), 베이스 (10
- 앨릭스 터너 - 베이스 (트랙 4, 10 제외) 기타, 키보드, 신디사이저
- 대커리 도스 - 베이스 (4), 비브라폰 (4), 오르간 (5)

제작
- 제임스 포드 - 프로덕션, 믹싱
- 앨릭스 터너 - 프로덕션
- 마이클 해리스 - 엔지니어링
- 팝 루드위그 - 마스터링

미술
- 알렉산드라 세이비어 - 사진, 아트 디렉션, 디자인
- 새뮤얼 크리스토프스키 - 사진
- 마리아 파울라 마룰란다 - 아트 디렉션, 디자인

## 차트
| 차트 (2017)                   | 최고 순위 |
| ----------------------------- | --------- |
| 뉴질랜드 히트시커 음반 (RMNZ) | 9         |